# Jerzy Petersburski

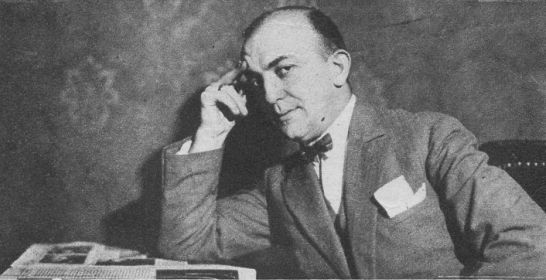
Jerzy Petersburski (vor 1926)

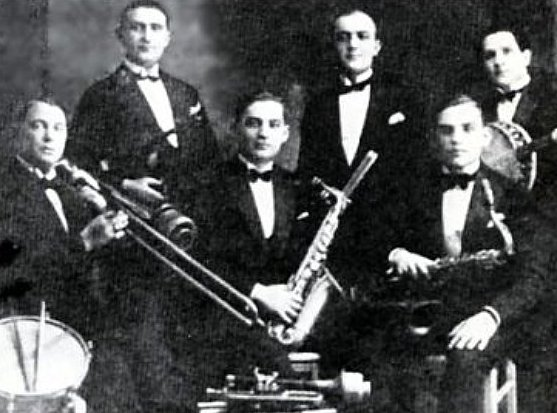
Die Gold-Petersburski-Band (1930er Jahre)

Jerzy Petersburski (* 20. April 1895 in Warschau, Russisches Kaiserreich; † 7. Oktober 1979 in Warschau) war ein polnischer Schlagerkomponist jüdischer Herkunft.

## Leben
Er studierte am Warschauer Konservatorium, anschließend in Wien. Bekannt wurde er durch seine Zusammenarbeit mit verschiedenen Warschauer Theatern und Kabaretts. 1922 gründete er zusammen mit dem Geiger Artur Gold, die Gold-Petersburski-Band, die auch durch zahlreiche Schallplattenaufnahmen bekannt wurde. 1939 war Petersburski Soldat in der Polnischen Luftwaffe. Nach dem deutschen Überfall auf Polen zog er in die UdSSR, von wo aus er im Zweiten Weltkrieg mit der Anders-Armee in den Nahen Osten zog. In Kairo moderierte er Radiosendungen für polnische Soldaten.
Sein größter internationaler Erfolg war das 1928 für die Musikrevue Warszawa w kwiatach (Warschau in Blumen) komponierte Lied Tango Milonga, das mit dem deutschen Text von Fritz Löhner-Beda bzw. dem englischen von Jimmy Kennedy als Oh, Donna Clara! zu einem Welthit wurde. Ein weiterer Hit war To ostatnia niedziela (Dieser letzte Sonntag), gesungen von seinem Lieblingssänger  Mieczysław Fogg. Zudem komponierte er Filmmusiken. 
Zwischen 1947 und 1967 hielt er sich in Südamerika auf (Argentinien, Brasilien, Venezuela), bevor er endgültig nach Polen zurückkehrte. Er starb 1979 in Warschau und wurde auf dem Powązki-Friedhof beigesetzt.

## Werke (Auswahl)

### Filmmusik
- Uwiedziona von Michał Waszyński (1931)
- Co mój mąż robi w nocy? von Michał Waszyński (1934)

### Berühmte Lieder
- Oh, Donna Clara
- To ostatnia niedziela
- Sini platotschek